# Karl Schirra
Karl Schirra (* 16. Oktober 1928; † 12. September 2010) war ein deutscher Fußballspieler, der für die saarländische Nationalmannschaft aktiv war.

## Karriere

### Verein
Er spielte von 1950 bis 1953 bei der Borussia Neunkirchen, welche zu dieser Zeit gerade Neuling in der damaligen Oberliga Südwest war. 1953 wechselte er dann zum 1. FC Saarbrücken. Dort spielte er dann unter anderem am 15. August 1954 in der ersten Runde des DFB-Pokals bei der Niederlage gegen Altona 93, sowie 1955 in der 1. Gruppe des ersten Europapokal der Landesmeister gegen den AC Mailand. Hier wurde das Hinspiel zwar noch mit 3:4 gewonnen; mit dem zwischenzeitlichen 3:3 durch ihn selber. Das Rückspiel in Saarbrücken wurde jedoch mit 1:4 verloren.

### Nationalmannschaft
In der Nationalmannschaft kam er auf insgesamt 6 Einsätze. Seinen ersten Einsatz erhielt er dabei am 22. November 1950, als er in einem beim 5:3 Freundschaftsspiel-Sieg gegen die schweizerische Nationalmannschaft in der Startelf stand. Zudem wurde er am 28. März 1954 im WM-Qualifikationsspiel gegen die deutsche Mannschaft eingesetzt. Er konnte jedoch in keinem seiner Spiele ein Tor erzielen.